# Shimmer Championship
Lo SHIMMER Championship è il più prestigioso titolo di wrestling della federazione Shimmer Women Athletes e viene difeso anche negli spettacoli delle federazioni del circuito indipendente come Ring of Honor e Full Impact Pro.

## Storia
La SHIMMER è stata fondata da Dave Prazak e Allison Danger nel 2005 e per circa due anni le lottatrici dovettero competere senza nessun titolo da assegnare ma il 2 giugno 2007 il titolo fu creato e messo in palio durante un Torneo ad Eliminazione diretta che si è tenuto in due giorni consecutivi a Berwyn, Illinois.
Nelle finali Sara Del Rey ha sconfitto Lacey diventando la prima campionessa ed avere un regno di 327 giorni, compresi i match in cui lo difese e che furono disputati Ring of Honor contro Lacey e Daizee Haze.
Nella SHIMMER invece, sempre contro Lacey, Amazing Kong e Sarah Stock. Perse il titolo contro MsChif che la sconfisse nel Volume 18. MsChif ha inoltre difeso il titolo più volte di quanto non lo abbia fatto Sara e cioè contro Jetta, Mercedes Martinez, Daizee Haze e Ariel nella SHIMMER, e contro Rain nella Full Impact Pro e contro Death Rey nella ROH come parte del PPV Rising Above 08.
MsChif ha difeso il titolo il 13 marzo contro Daizee Haze dopo averla messa KO con il suo Desecrator ma nel Volume 31 dell'11 aprile 2010 venne sconfitta da Madison Eagles che diventò la terza campionessa femminile. 

Dopo 9 difese, Madison perde il titolo contro Cheerleader Melissa nel volume 44,quest'ultima lo perse dopo 3 difese (nel volume 48) contro Saraya Knight ed attuale campionessa. 
Saraya Knight viene sconfitta da Cheerleader Melissa nel volume 53 ed a Secasus, New Jersey, dopo aver difeso il titolo con successo 7 volte. 
Cheerleader Melissa è la prima lottatrice della compagnia, ad essere riuscita a conquistare il titolo 2 volte.
Il torneo si è tenuto in due giorni differenti all'Eagles Club, a Berwyn, il 1º e il 2 giugno 2007. I primi due round si sono tenuti la prima sera mentre le semifinali e le finali si sono tenute il secondo giorno. Il primo e il secondo round sono stati pubblicati nel Volume 11 mentre le semifinali e le finali nel Volume 12.

## Albo d'oro
| # | Lottatrice          | Regno | Data            | Giorni | Difese | Luogo                | Evento    | Note                                        | Ref.  |
| - | ------------------- | ----- | --------------- | ------ | ------ | -------------------- | --------- | ------------------------------------------- | ----- |
| 1 | Sara Del Rey        | 1     | 2 giugno 2007   | 329    | 5      | Berwyn, Illinois     | Volume 12 | Ha sconfitto Lacey nella finale del torneo. | [ 3 ] |
| 2 | MsChif              | 1     | 26 aprile 2008  | 715    | 14     | Berwyn, Illinois     | Volume 18 |                                             | [ 4 ] |
| 3 | Madison Eagles      | 1     | 11 aprile 2010  | 539    | 9      | Berwyn, Illinois     | Volume 31 |                                             | [ 5 ] |
| 4 | Cheerleader Melissa | 1     | 2 novembre 2011 | 168    | 3      | Berwyn, Illinois     | Volume 44 |                                             | [ 5 ] |
| 5 | Saraya Knight       | 1     | 18 marzo 2012   | 384    | 7      | Berwyn, Illinois     | Volume 48 |                                             | [ 5 ] |
| 6 | Cheerleader Melissa | 2     | 6 aprile 2013   | 484+   | 9      | Secaucus, New Jersey | Volume 53 |                                             | [ 5 ] |